# Enough Is Enough
Enough Is Enough is een nummer van de Amerikaanse muzikant Post Malone uit 2023. Het is de vierde en laatste single van zijn vijfde studioalbum Austin.
Enough Is Enough is een persoonlijk nummer dat gaat over Post Malone zijn problemen met alcohol. Het nummer zet de popgeoriënteerde lijn door van Malone's vorige hit Chemical. Enough Is Enough werd in Amerika een klein hitje met een 56e positie in de Billboard Hot 100. In de Nederlandse Top 40 bereikte het nummer de 26e positie.

## Tracklijst
- Muziekdownload

1. "Enough Is Enough" - 2:45